# Чемпионат Европы по горному бегу 2011
Чемпионат Европы по горному бегу 2011 года прошёл 10 июля в городе Бурса (Турция). Участники соревновались в дисциплине горного бега «вверх». Разыгрывались 8 комплектов наград: по 4 в индивидуальном и командном зачётах. Соревнования проходили среди взрослых спортсменов и юниоров (до 20 лет).
Трасса была проложена по территории национального парка Улудаг, находящегося к югу от Бурсы. Финиш находился на высоте 1625 метров над уровнем моря.
Соревнования прошли в жаркую погоду (до +30 градусов). На старт вышел 221 бегун (132 мужчины и 89 женщин) из 26 стран Европы. Каждая страна могла выставить до 4 человек в забеги мужчин, женщин и юниоров, а также до 3 человек — в забег юниорок. Командное первенство подводилось по сумме мест трёх лучших участников у мужчин, женщин и юниоров и двух лучших участниц — у юниорок.
Дениса Драгомир успешно защитила титул чемпионки Европы в забеге юниорок. У юниоров в пятый раз подряд чемпионат Европы выиграл представитель Турции, на этот раз Нури Кёмюр. Хозяева соревнований заняли и два других призовых места. Таким образом, начиная с 2007 года, когда юниорские забеги впервые были включены в программу европейских первенств, турки выиграли 12 медалей из 15, в том числе все пять золотых.
Мартина Штрель из Швейцарии во второй раз выиграла чемпионат Европы, став одной из пяти женщин, кому удавалось занять первое место на турнире более одного раза. Вслед за Штрель финишировала Антонелла Конфортола — бронзовый призёр зимних Олимпийских игр 2006 года в лыжной эстафете.
Ахмет Арслан из Турции в рекордный пятый раз подряд стал победителем мужского забега. На домашней трассе он лидировал с самого старта. Только итальянец Габриэле Абате пытался держаться за лидером, но всё же уступил на финише 32 секунды.

## Расписание
| Дата         | Время | Забег   |
| ------------ | ----- | ------- |
| 10 июля 2011 | 09:00 | Юниорки |
| 10 июля 2011 | 09:30 | Юниоры  |
| 10 июля 2011 | 10:30 | Женщины |
| 10 июля 2011 | 11:30 | Мужчины |

Время местное (UTC+3)

## Призёры
Курсивом выделены участники, чей результат не пошёл в зачёт команды

### Мужчины и юниоры
| Дисциплина                          | Золото                                                                             | Золото   | Серебро                                                                   | Серебро  | Бронза                                                                      | Бронза    |
| ----------------------------------- | ---------------------------------------------------------------------------------- | -------- | ------------------------------------------------------------------------- | -------- | --------------------------------------------------------------------------- | --------- |
| 12 км перепад высот: +1245 м        | Ахмет Арслан Турция                                                                | 58.08    | Габриэле Абате Италия                                                     | 58.40    | Бернард Дематтеис [a] Италия                                                | 59.41 [a] |
| 12 км (команды)                     | Италия · Габриэле Абате · Бернард Дематтеис · Алекс Бальдаччини · Мартин Дематтеис | 10 очков | Турция · Ахмет Арслан · Сюлейман Бююкбезгин · Дениз Казан · Мехмет Аккоюн | 32 очка  | Франция · Жорж Бюррье · Саид Жандари · Дидье Заго · Жюльен Ранкон           | 36 очков  |
| Юниоры 8,5 км перепад высот: +865 м | Нури Кёмюр Турция                                                                  | 43.08    | Сёнмез Даг Турция                                                         | 43.12    | Мурат Орак Турция                                                           | 43.40     |
| Юниоры 8,5 км (команды)             | Турция · Нури Кёмюр · Сёнмез Даг · Мурат Орак · Мюнир Кочлардан                    | 6 очков  | Чехия · Матей Травничек · Павел Ондрашек · Ян Яну                         | 39 очков | Италия · Энрико Лембо · Чезаре Маэстри · Джованни Олокко · Андреа Пелиссеро | 43 очка   |

a  21 октября 2011 года ИААФ сообщила о дисквалификации португальского бегуна Жозе Гаспара. Он сдал положительную допинг-пробу на чемпионате Европы по горному бегу — 2011. Спортсмен был дисквалифицирован на 2 года, а его результат на этом турнире (3-е место в мужском забеге забеге, 59.05) был аннулирован.

### Женщины и юниорки
| Дисциплина                           | Золото                                                                            | Золото  | Серебро                                                                     | Серебро  | Бронза                                                               | Бронза   |
| ------------------------------------ | --------------------------------------------------------------------------------- | ------- | --------------------------------------------------------------------------- | -------- | -------------------------------------------------------------------- | -------- |
| 8,5 км перепад высот: +865 м         | Мартина Штрель Швейцария                                                          | 48.44   | Антонелла Конфортола Италия                                                 | 49.09    | Люция Кркоч Словения                                                 | 49.24    |
| 8,5 км (команды)                     | Италия · Антонелла Конфортола · Валентина Белотти · Орнелла Феррара · Аличе Гаджи | 22 очка | Россия · Марина Иванова · Светлана Съёмова · Жанна Вокуева · Галина Егорова | 28 очков | Швейцария · Мартина Штрель · Бернадетт Майер · Ангела Ридо-Хальдиман | 38 очков |
| Юниорки 3,4 км перепад высот: +395 м | Дениса Драгомир Румыния                                                           | 21.43   | Ясемин Джан Турция                                                          | 22.08    | Севилай Эйтемиш Турция                                               | 22.16    |
| Юниорки 3,4 км (команды)             | Турция · Ясемин Джан · Севилай Эйтемиш · Зейнеп Аталай                            | 5 очков | Румыния · Дениса Драгомир · Ребека Рус · Аделина Моройцэ                    | 6 очков  | Австрия · Зузанне Майр · Кристина Мандльбауэр                        | 16 очков |

## Медальный зачёт
Медали завоевали представители 9 стран-участниц.
 Принимающая страна
| Место | Страна    | Золото | Серебро | Бронза | Всего |
| ----- | --------- | ------ | ------- | ------ | ----- |
| 1     | Турция    | 4      | 3       | 2      | 9     |
| 2     | Италия    | 2      | 2       | 2      | 6     |
| 3     | Румыния   | 1      | 1       | 0      | 2     |
| 4     | Швейцария | 1      | 0       | 1      | 2     |
| 5     | Россия    | 0      | 1       | 0      | 1     |
| 5     | Чехия     | 0      | 1       | 0      | 1     |
| 7     | Австрия   | 0      | 0       | 1      | 1     |
| 7     | Словения  | 0      | 0       | 1      | 1     |
| 7     | Франция   | 0      | 0       | 1      | 1     |
| Всего | Всего     | 8      | 8       | 8      | 24    |